# پایگاه هوایی پلیکو

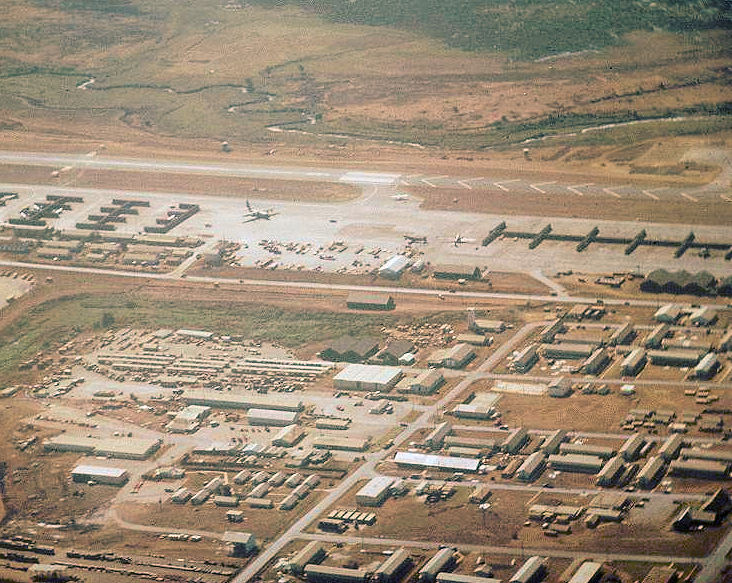
پایگاه هوایی پلیکو

پایگاه هوایی پلیکو (به انگلیسی: Pleiku Air Base) یک فرودگاه پایگاه نیروی هوایی است . این فرودگاه در کشور ویتنام قرار دارد .